# Sybra triflavomaculata
Sybra triflavomaculata är en skalbaggsart som beskrevs av Stefan von Breuning 1975. Sybra triflavomaculata ingår i släktet Sybra och familjen långhorningar. Inga underarter finns listade i Catalogue of Life.